# Hermenegild Arruga i Liró

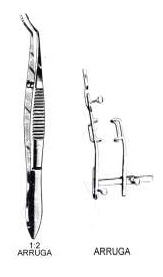
Pinça d'Arruga

El Doctor Hermenegild Arruga i Liró (Barcelona, 15 de març de 1886 - Barcelona, 17 de maig de 1972) va ser un oftalmòleg i retinòleg català.

## Biografia
La seva família paterna provenia de l'Aragó. El seu pare, Eduard Arruga i Coromines, va néixer a Arenys de Mar, i la seva mare, Dolors Liró i Font, era natural de Barcelona. Hermenegild va néixer al carrer Casp de Barcelona i fou el segon de quatre generacions de cirurgians oftalmòlegs. Es va graduar el 1908 en Medicina a la Universitat de Barcelona i posteriorment va anar a estudiar al Hospital de Berlín Königliche Charité, al costat de l'oftalmòleg Julius Hirschberg (1843-1925), i més tard es va traslladar a París, a l'Hôtel-Dieu, on van ser mentors seus Edmund Landolt (1846-1926) i Félix de Lapersonne (1853-1937). De tornada a Barcelona rebé formació del doctor Manuel Menacho i Peiróin (1860-1934), passant a ser el seu adjunt en el període 1901-1908.
Es va traslladar a Amèrica del Sud durant la guerra civil.
Al llarg de la seva carrera professional va introduir notables avanços en la tècnica quirúrgica oftalmològica, entre elles "la pinça d'Arruga" per l'operació de cataractes. Entre les seves nombroses publicacions destaca Etiologia i patogenia del despreniment de la retina (1933). Precisament en el tractament d'aquesta afecció, el Dr. Arruga va obtenir un gran renom internacional. També destaca la seva obra del 1948 Cirurgia ocular que ha estat traduïda a diversos idiomes. Membre honorífic de mig centenar d'acadèmies i societats oftalmològiques, va rebre nombrosos guardons, entre ells el Premi Gonin l'any 1950, la Creu d'Alfons X el Savi i el títol de Comte d'Arruga.
El seu fill Alfred (1920-2008) va ser també un oftalmòleg de renom. El fill d'Alfred, Jordi Arruga i Ginebreda, forma part de la quarta generació familiar dedicada a l'oftalmologia.